# Ametron
Ametron là một chi bướm ngày thuộc họ Bướm nâu.